# 负阻抗变换器
负阻抗变换器（negative impedance converter，NIC）是單埠運算放大器電路，有负阻抗特性，會將能量加到電路中，和一般負載消耗能量的情形恰好相反。负阻抗变换器的實現方式是量測一個串聯電阻等效正阻抗上的電壓降，再依電壓降計算，加上其壓降的負值。